# Phyllanthus bupleuroides
Phyllanthus bupleuroides är en emblikaväxtart som beskrevs av Henri Ernest Baillon. Phyllanthus bupleuroides ingår i släktet Phyllanthus och familjen emblikaväxter.
Artens utbredningsområde är Nya Kaledonien.

## Underarter
Arten delas in i följande underarter:
- P. b. bupleuroides
- P. b. latiaxialis
- P. b. meoriensis
- P. b. ngoyensis
- P. b. poroensis